# Lindesberg
För andra betydelser, se Lindesberg (olika betydelser).
Lindesberg är en tätort i Västmanland samt centralort i Lindesbergs kommun, Örebro län. Lindesberg är belägen vid Lindessjöns norra strand mellan Bottenån och Lilla Lindesjön cirka 40 km norr om Örebro.  Lindesberg har 9 575 invånare (2023). De stora arbetsgivarna i Lindesberg idag är kommunen, Lindesbergs lasarett Region Örebro län och  Meritor HVS AB. Tidigare har arbetslivet dominerats av den omkringliggande Bergslagens järnhantering.

## Historia

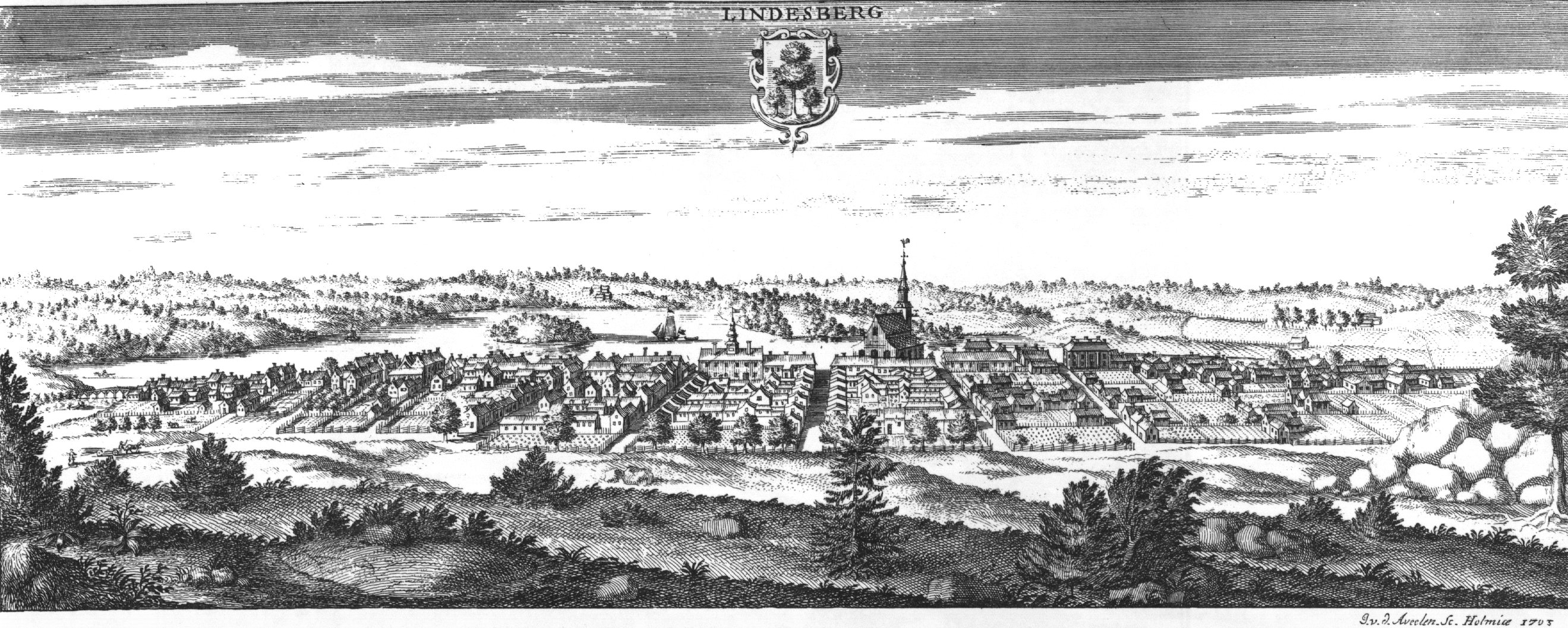
Lindesberg i slutet av 1600-talet. Från Suecia antiqua et hodierna.

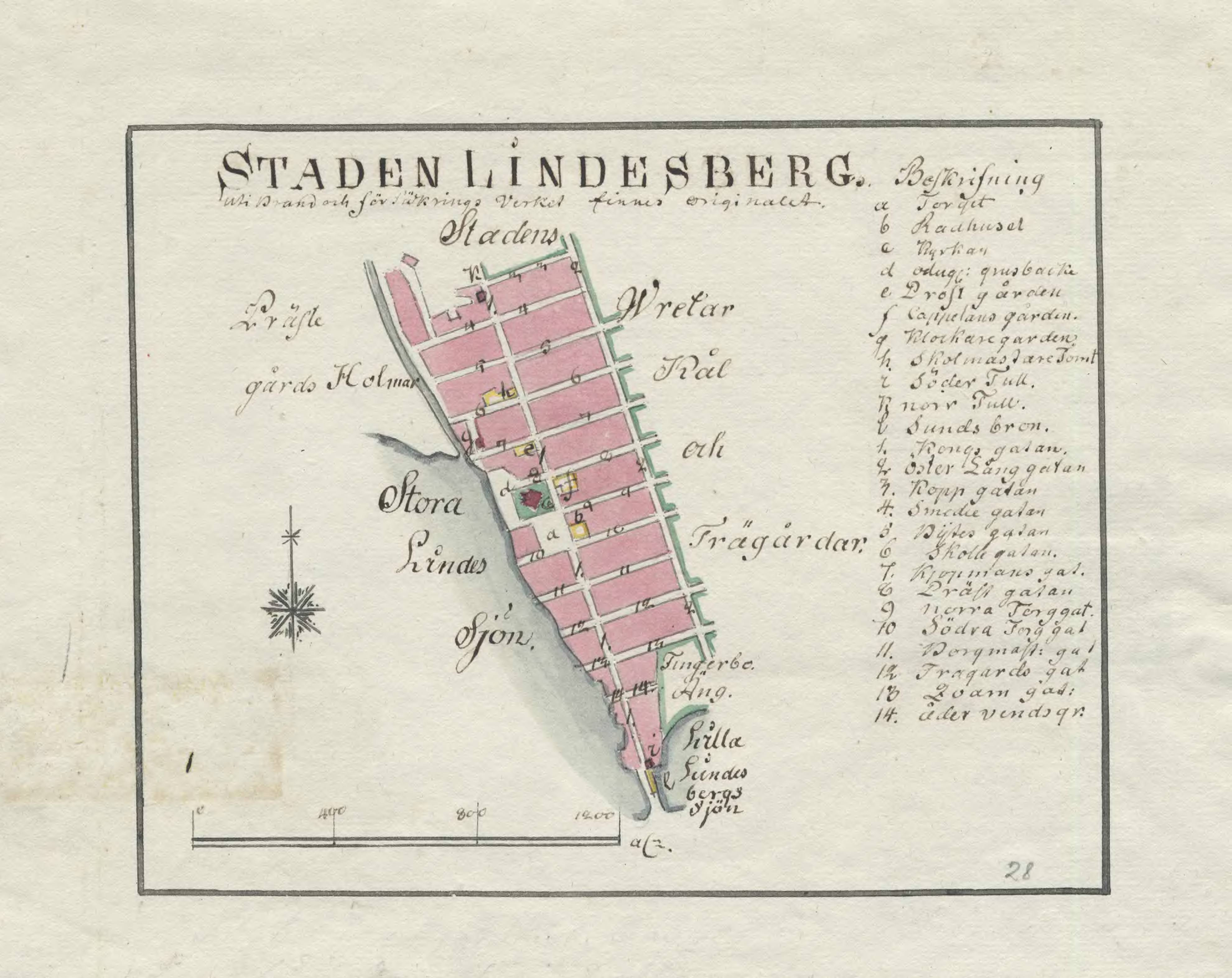
Karta över Lindesberg från 1790-talet

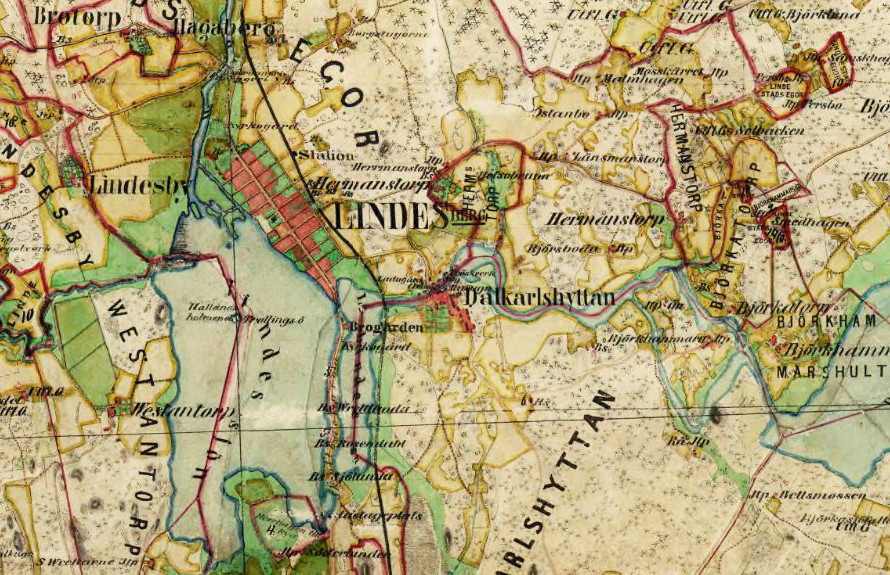
Lindesberg och omgivning, 1860-tal. Här syns stadens rutnätsplan från 1600-talet.

Läget – vid Lindesjön och Bottenån som under historien fungerat som transportleder för handelsvaror från och till Bergslagen, längs Arbogaån via Väringen och vidare till kusten – är sannolikt av stor betydelse för framväxten av Lindesberg. Skogen, malmen och den bördiga jorden i trakterna är andra faktorer som haft betydelse när människor valt att etablera sig här.
När den första bebyggelsen uppstod på platsen är höljt i historiens dunkel, men den första stenkyrkan på Lindesbergs kyrkas nuvarande plats tros ha byggts på Folkungatiden (1300-talet). Av den byggnaden återstår bara ett fåtal stenar i koret. Orten hette då Lindesås, och kom så att göra fram till mitten av stormaktstiden. Namnet Lindesberg finns redan med på Olaus Magnus Carta marina men avsåg på den tiden Lindesbergs bergslag, det vill säga gruvområdet omkring orten.
Lindesås kyrkby kom redan under senmedeltiden att framstå som centralort för handeln i Lindesbergs bergslag. Ortens betydelse kom att öka under 1500- och 1600-talen i samband med bergshanteringens expansion. Handeln bedrevs främst av borgare från Arboga och Örebro.
År 1639 framlades förslag att grunda en ny stad för Nora och Lindesberg bergslager vid Järle och 1642 utfärdades även stadsprivilegier för staden. Planen övergavs dock snart och 1643 fick Lindesås tillsammans med Nora och Askersund sina stadsrättigheter under drottning Kristina (genom förmyndarregeringens Axel Oxenstierna, Gabriel Bengtsson Oxenstierna, Gustaf Evertsson Horn, Carl Gyllenhielm och Per Brahe), som Lindesbergs stad. En permanent köpmannabosättning fanns då redan etablerad på orten. 
Lindesberg lyckades trots hårt motstånd från Arboga och Örebro städer att överleva som stad samt att behålla sin status som centrum för järnhandeln. Redan 1644 drabbades staden av en första stadsbrand. År 1688 brann 32 gårdar ned i norra delen av Lindesberg. Karl XI förbjöd i ett brev 1689 borgarna att återuppbygga den nedbrunna stadsdelen och befallde dem att i stället flytta till Arboga och Örebro. Någon flytt blev dock aldrig av och gårdarna återuppbyggdes efter hand. så sent som 1719 gjordes dock försök i riksdagen att genomdriva ett avskaffande av Lindesbergs stadsprivilegier. Under frihetstiden uppnådde Lindesberg en kort uppblomstring. Vid 1766 års djupa ekonomiska kris fick stadens blomstring ett snabbt slut.
Under Gustavianska tiden (1770-talet) uppgick antalet invånare i staden till knappt 650. Handelsutbytet mellan Bergslagen och slättbygden fortsatte att prägla näringslivet i Lindesberg långt in på 1800-talet. År 1869 drabbades centrala Lindesberg av en svår eldsvåda; 27 gårdar mellan Köpmangatan och Trädgårdsgatan lades i aska, och kyrkan skadades svårt. En ny stadsbrand inträffade 1887.
Den egentliga tillväxten kom emellertid först på 1870-talet, då Lindesberg fick järnvägsförbindelse. Denna utveckling har fortsatt under 1900-talet, med en expansion i framför allt metall- och verkstadsindustri. Under senare år har tillverkningsindustrin minskat samtidigt som offentliga och privata tjänstesektorn ökat i omfång.
Lindesberg har återkommande även drabbats av översvämningar, trots att man genom dammar försökt reglera Lindesjön. 1931 inträffade en större översvämning, och våren 1977 inträffade en av de värsta i mannaminne med vattennivåer 243 centimeter över normalvattennivån.

### Administrativa tillhörigheter

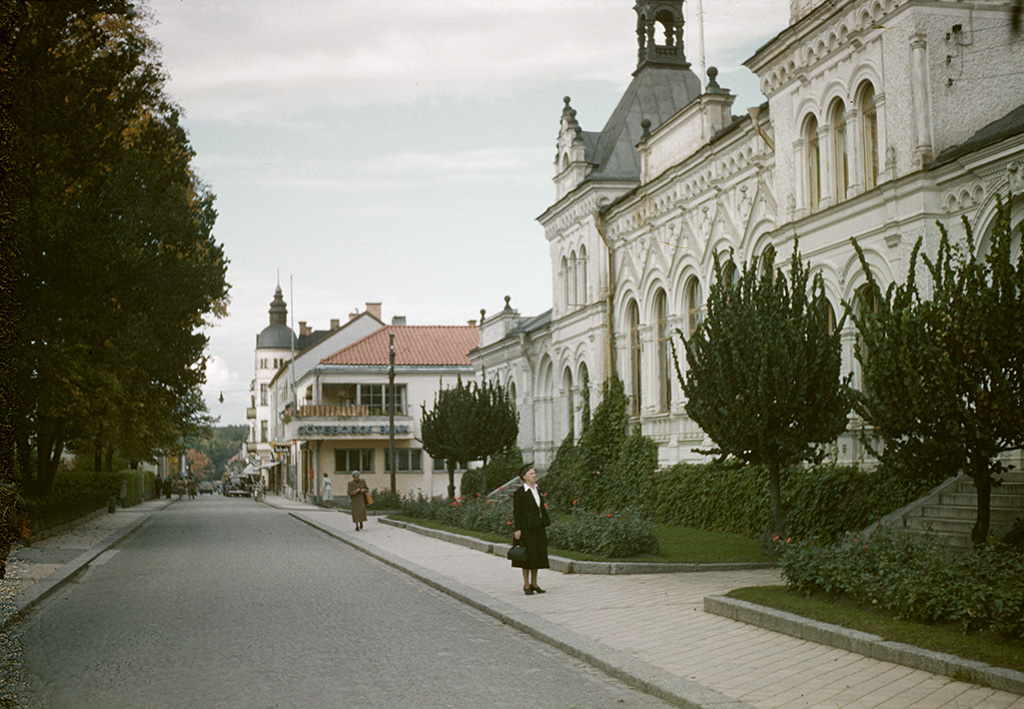
Lindesbergs tingsrätt, 1950.

Lindesbergs stad ombildades vid kommunreformen 1862 till en stadskommun. 1969 utökades stadskommunen med den kringliggande Linde socken/landskommun med ortens bebyggelse kvarliggande inom den tidigare stadskommunens område. 1971 uppgick stadskommunen i Lindesbergs kommun med Lindesberg som centralort.
I kyrkligt hänseende har Lindesberg före 1927 hört till Lindesbergs stadsförsamling, därefter till Lindesbergs församling. Från 2010 hör orten till Linde bergslags församling.
Orten ingick till 1948 i domkretsen för Lindesbergs rådhusrätt för att därefter till 1971 ingå i Lindes och Nora domsagas tingslag. Från 1971 till 2005 ingick Lindesberg i Lindesbergs domsaga och orten ingår sedan 2005 i Örebro domsaga.

### Befolkningsutveckling

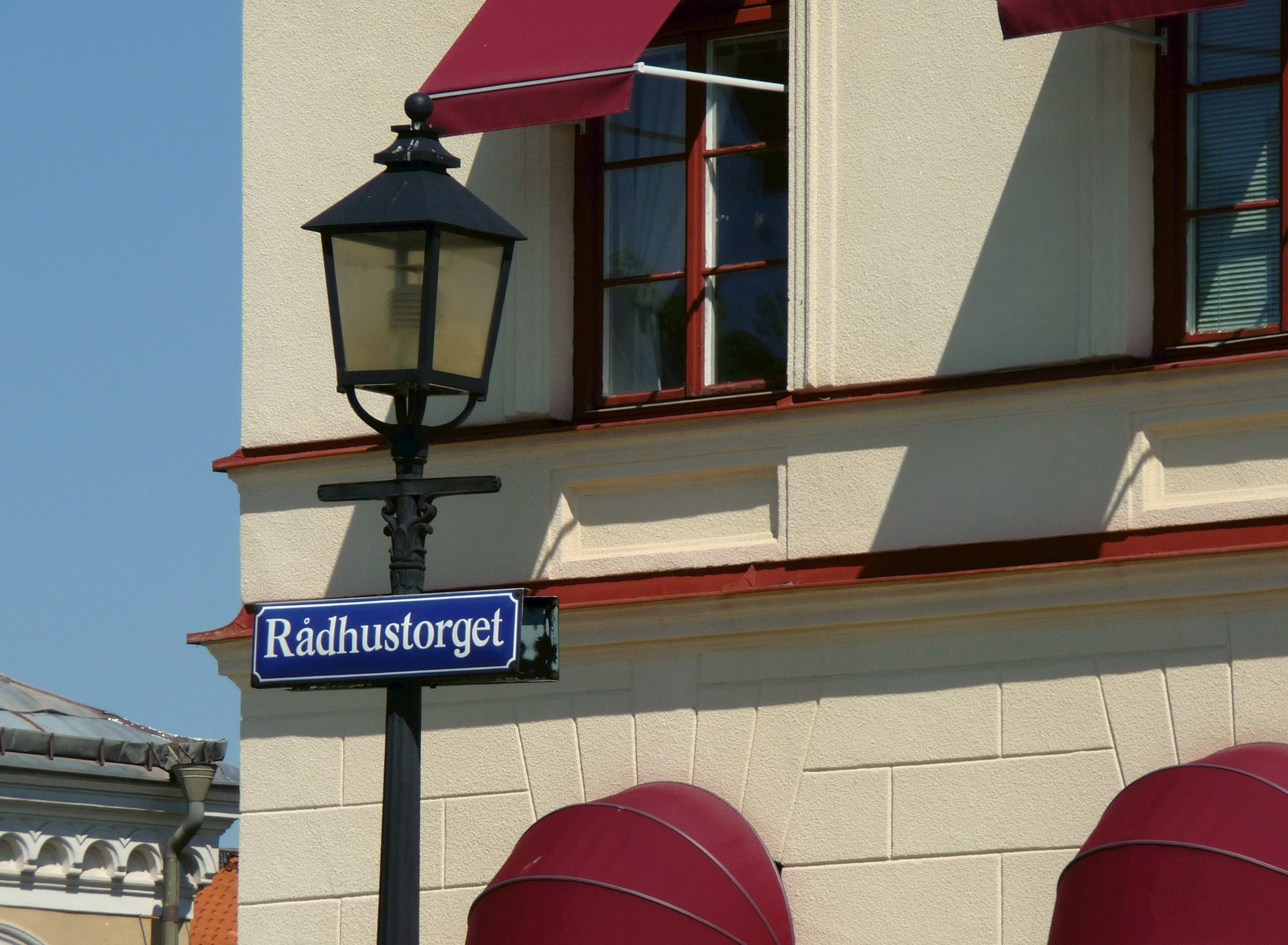
Rådhustorget.

| Befolkningsutvecklingen i Lindesberg 1960–2020 | Befolkningsutvecklingen i Lindesberg 1960–2020 | Befolkningsutvecklingen i Lindesberg 1960–2020 | Befolkningsutvecklingen i Lindesberg 1960–2020 | Befolkningsutvecklingen i Lindesberg 1960–2020 |
| ---------------------------------------------- | ---------------------------------------------- | ---------------------------------------------- | ---------------------------------------------- | ---------------------------------------------- |
|                                                |                                                |                                                |                                                |                                                |
| År                                             |                                                |                                                | Folkmängd                                      | Areal (ha)                                     |
| 1960                                           | 1960                                           |                                                | 6 064                                          |                                                |
| 1965                                           | 1965                                           |                                                | 6 913                                          |                                                |
| 1970                                           | 1970                                           |                                                | 7 171                                          |                                                |
| 1975                                           | 1975                                           |                                                | 8 247                                          |                                                |
| 1980                                           | 1980                                           |                                                | 8 440                                          |                                                |
| 1990                                           | 1990                                           |                                                | 8 682                                          | 785                                            |
| 1995                                           | 1995                                           |                                                | 9 050                                          | 778                                            |
| 2000                                           | 2000                                           |                                                | 8 668                                          | 784                                            |
| 2005                                           | 2005                                           |                                                | 8 752                                          | 785                                            |
| 2010                                           | 2010                                           |                                                | 9 149                                          | 782                                            |
| 2015                                           | 2015                                           |                                                | 9 571                                          | 810                                            |
| 2020                                           | 2020                                           |                                                | 9 745                                          | 821                                            |
|                                                |                                                |                                                |                                                |                                                |

## Bebyggelse

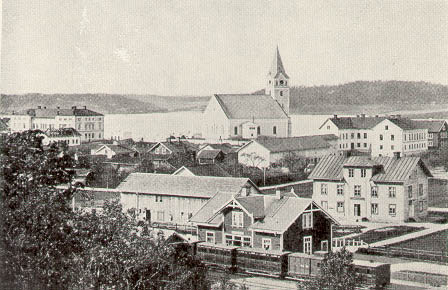
Lindesberg runt år 1870.

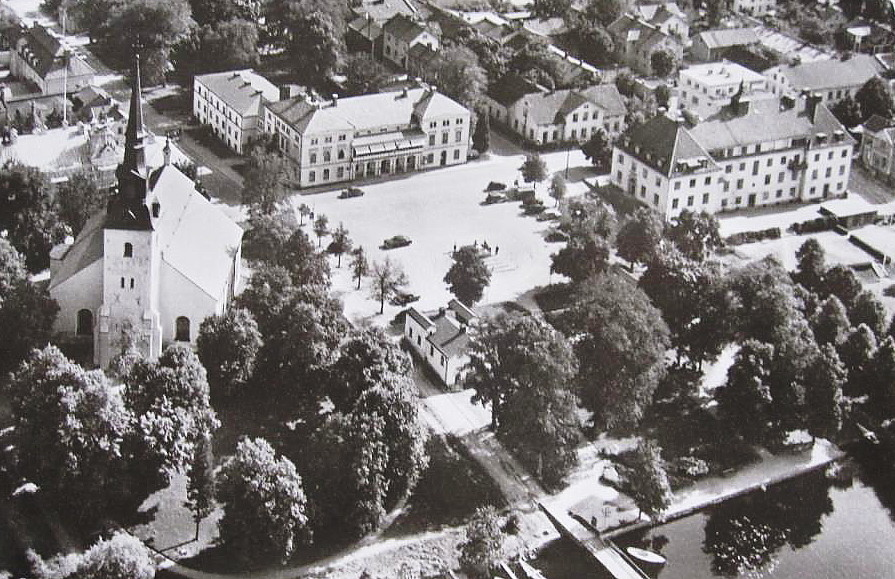
Rådhustorget på 1950-talet.

Fortfarande präglas centrala Lindesberg av den strikta rutnätsplanen som upprättades 1644. Den enkla planen utgörs av en huvudaxel (Kungsgatan) i nordvästlig riktning och ett tiotal rektangulära kvarter vid båda sidor om gatan. År 1645 tilldelats man stadsprivilegier. Storbränder har härjat i staden ett antal gånger, bland annat 1869 (27 gårdar) och 1894 (27 fastigheter). Även vårfloden 1977 kom att orsaka stora skador i staden då många hus stod under vatten. Bränderna har gjort att staden har fått en mer blandad bebyggelse med både sten- och trähus. 
I en ny stadsplan som upprättades 1878 krävdes brandskyddande gröna esplanader. Ett exempel på dessa är Kristinavägen, som 1963 gjordes om till en trädlös, bred genomfartsled. Under början på 2000-talet påbörjades en nyplantering av lindar, under massivt motstånd mot den begränsning i framkomlighet som träden medförde. 2005 invigs trots allt den andra etappen av återplanteringen i gatans norra delar. Kristinavägen löper parallellt i nord-sydlig riktning med Kungsgatan, som däremot behållit sin smala intima karaktär och präglas av småskalig träbebyggelse. Dessa två gator är de viktigaste affärsgatorna i Lindesberg. I de äldre delarna av staden finns mycket av den klassiska stadsplanen som upprättades på 1800-talet, även om den mesta bebyggelsen är från 1900-talet.
Rådhustorget är det gamla torget i Lindesberg. Mitt på torget står fontänskulpturen Leda och Svanen en skapelse av skulptören Adolf Jonsson (se även avsnitt "Konstnärlig utsmyckning"). Torget flankeras av Lindesbergs kyrka samt Tingshuset, byggt 1895 efter ritningar av Theodor Dahl, Stadshotellet och bankhuset. I andra änden av Kungsgatan ligger Norrtullstorget med bland annat biblioteksbyggnaden från 1982, Gamla kirurgen, badhuset Energikällan och matvaruaffärer.
En sevärdhet är Gamla Sundsbron mellan Stora och Lilla Lindessjön, en tidig betongkonstruktion som uppfördes 1903. Trots ett för tiden modernt byggmaterial formgavs bron som en äldre stenvalvsbro. Brofundamenten är huggna i natursten. År 1935 breddades bron och fick nya valvsidor i omålad betong. År 1975 tillkom en ny bro och Gamla Sundsbron användes därefter enbart för gång- och cykeltrafik.
Intill Gamla Sundsbron står stadens gamla pumphus, uppfört 1905 när Lindesberg fick vatten och avlopp. Pumphuset hämtade dricksvatten från en närbelägen kallkälla. I det lilla tegelhuset fanns två av varandra oberoende pumpsystem som kunde leverera totalt 45 liter vatten pro sekund.
Stadskärnan omges närmast av Lindessjön, Bondskogen, Brotorp, Brodalen, Dalkarlshyttan, Hagaberg, Haga, Kyrkberget, Lindesby, Norslund, Norra industriområdet, Skinnarbacken, Skottbackarna, Sköndal, Stadsskogen, Stadsskogen 2, Tredingen och Östermalm med bostads- och industribebyggelse från olika perioder.
Lindesbergs station ligger vid Järnvägsgatan i centrala staden, i närheten av Flugparken. Nuvarande stationsbyggnaden invigdes 1938 och ersatte då det ursprungliga stationshuset från 1875. Under 2016 pågick en omfattande ombyggnad av stationshuset vilket väsentligt förändrade utseendet av byggnaden.

### Bilder, byggnader

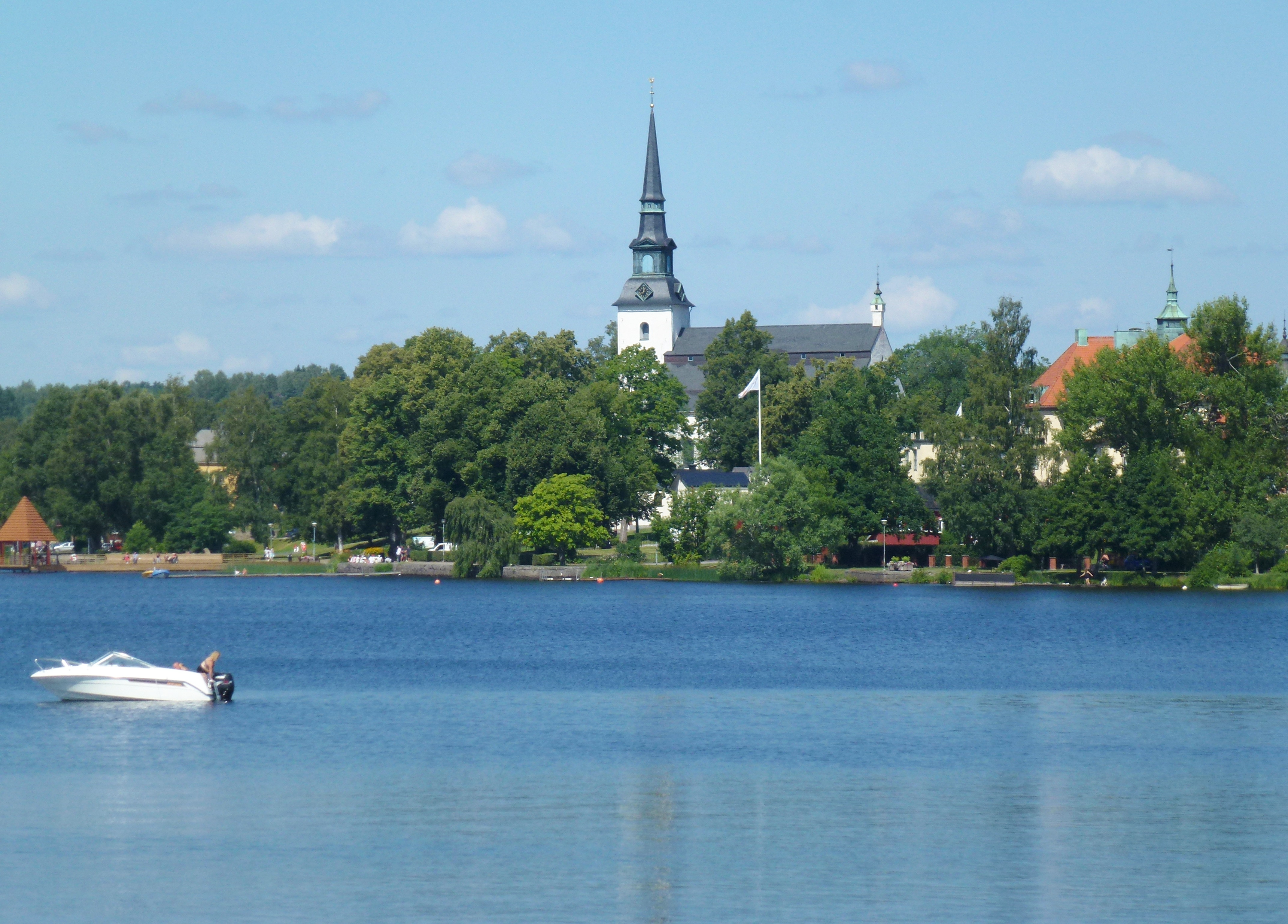
Lindessjön och kyrkan
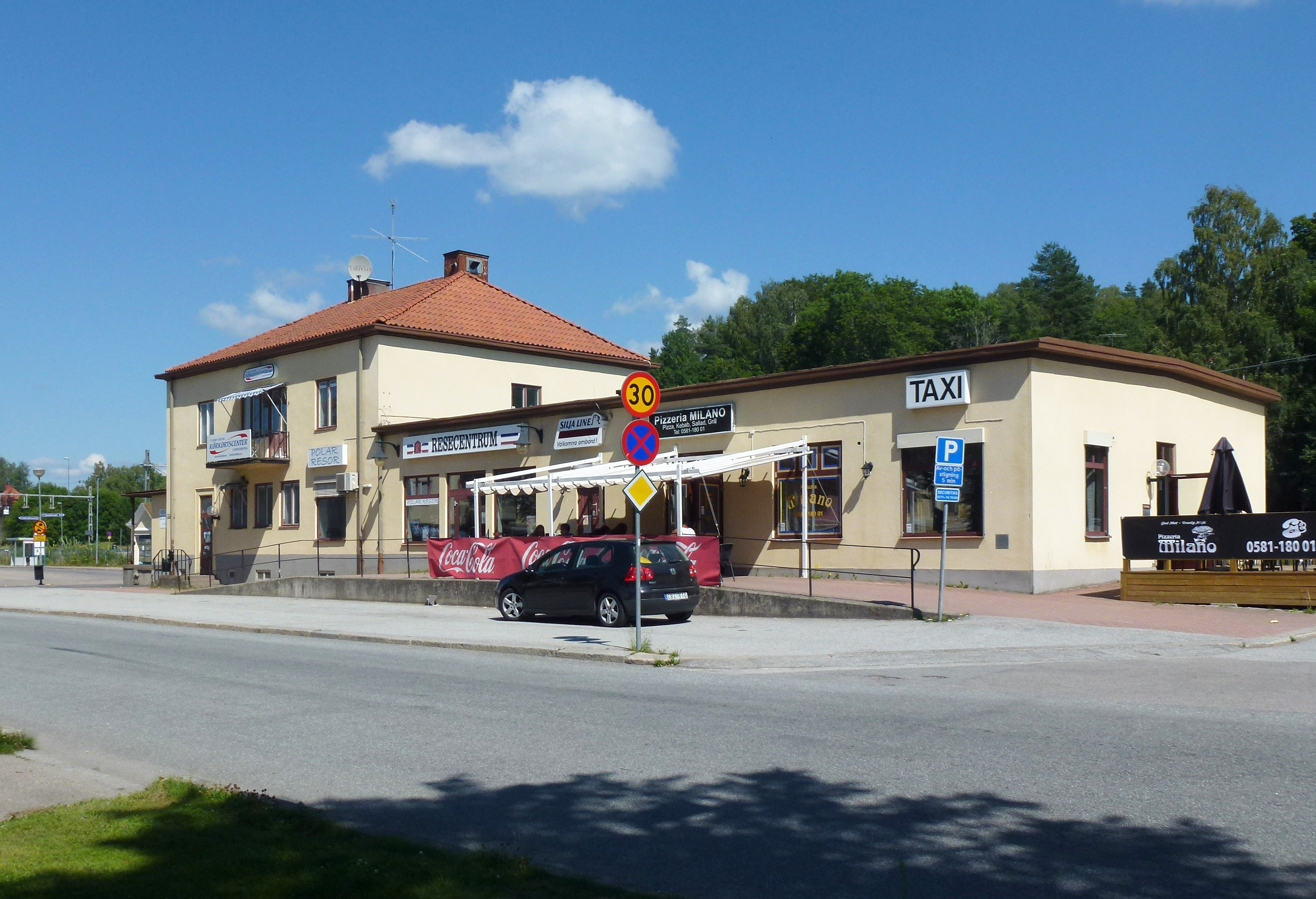
Stationshuset
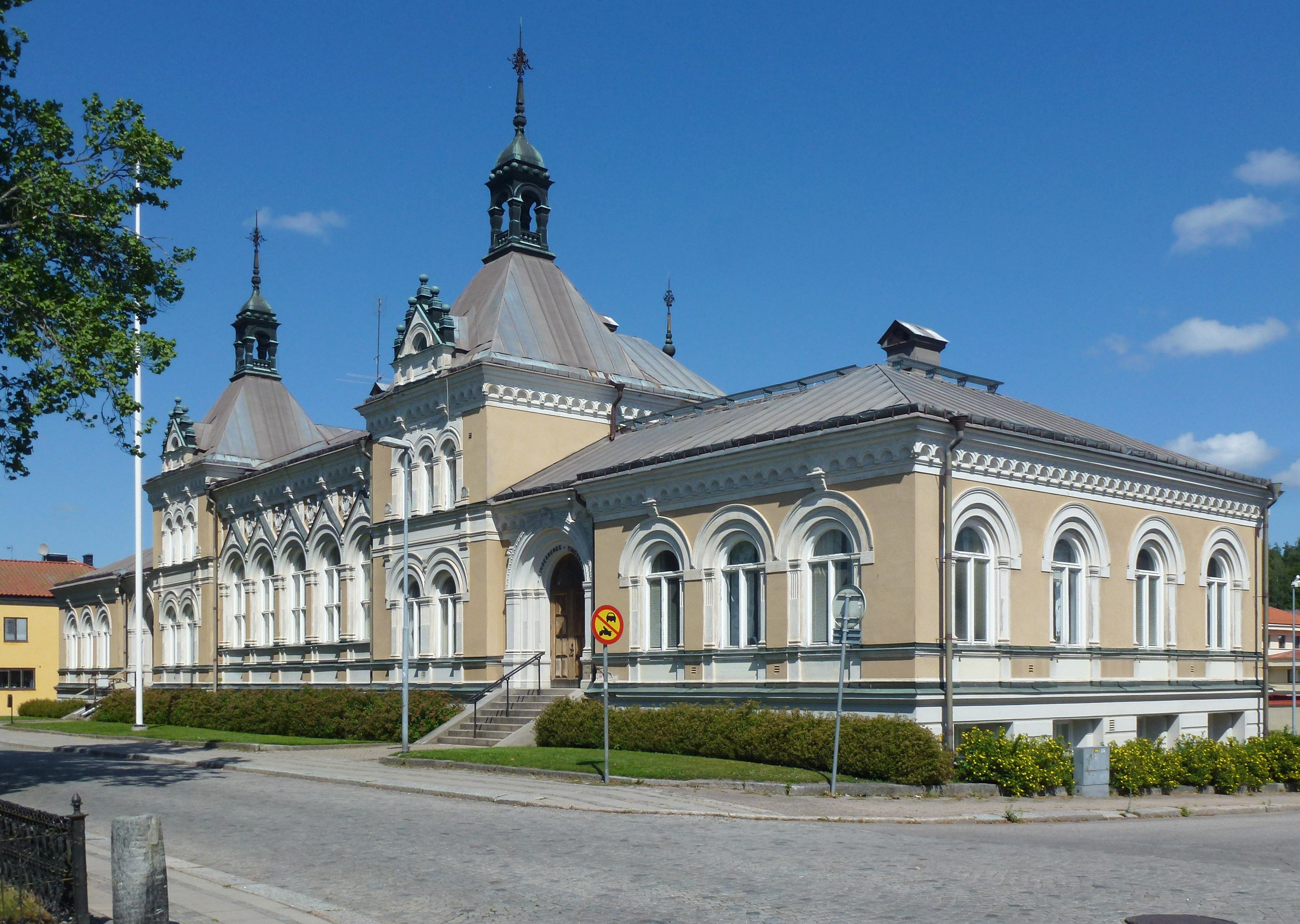
Tingshuset
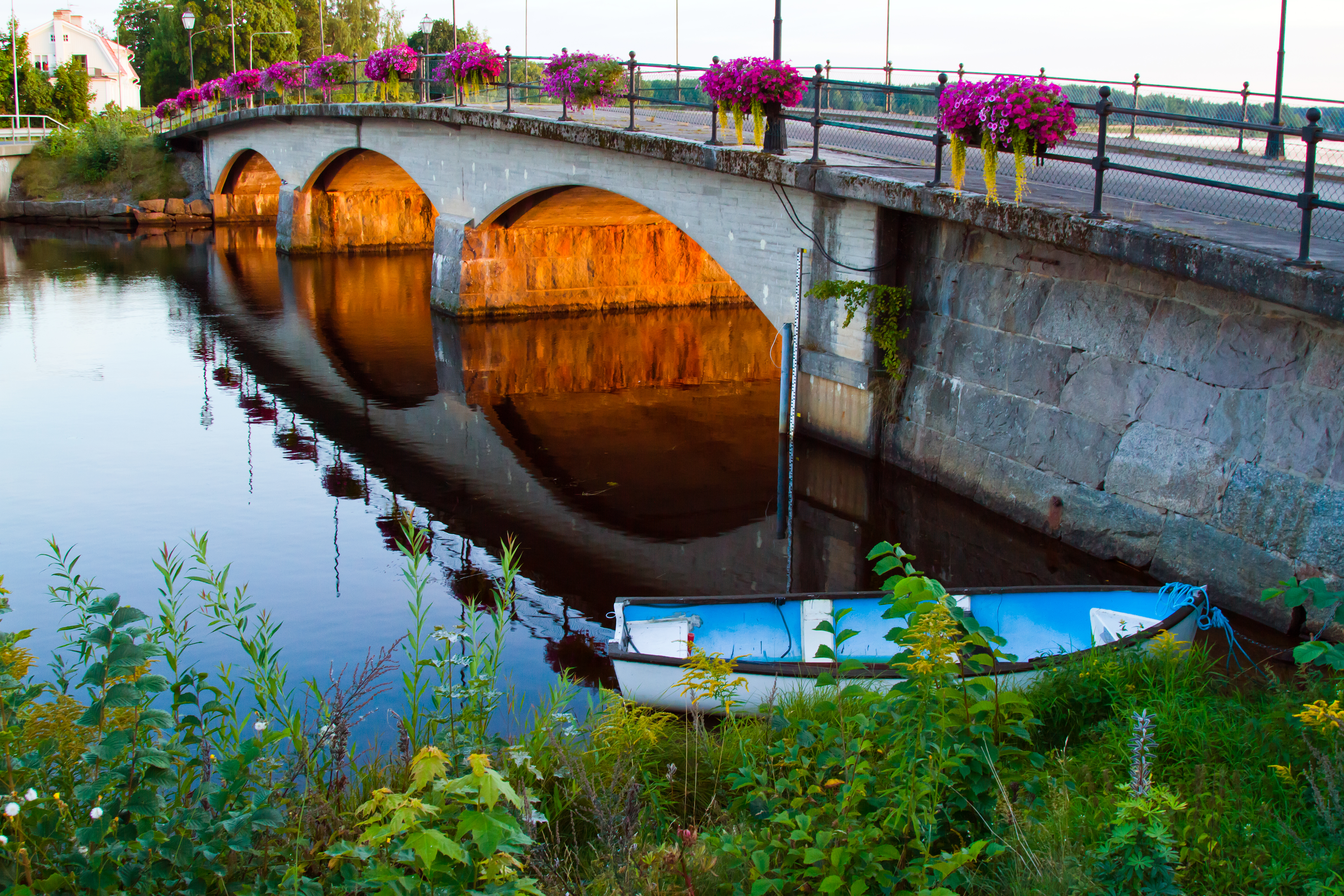
Gamla Sundsbron
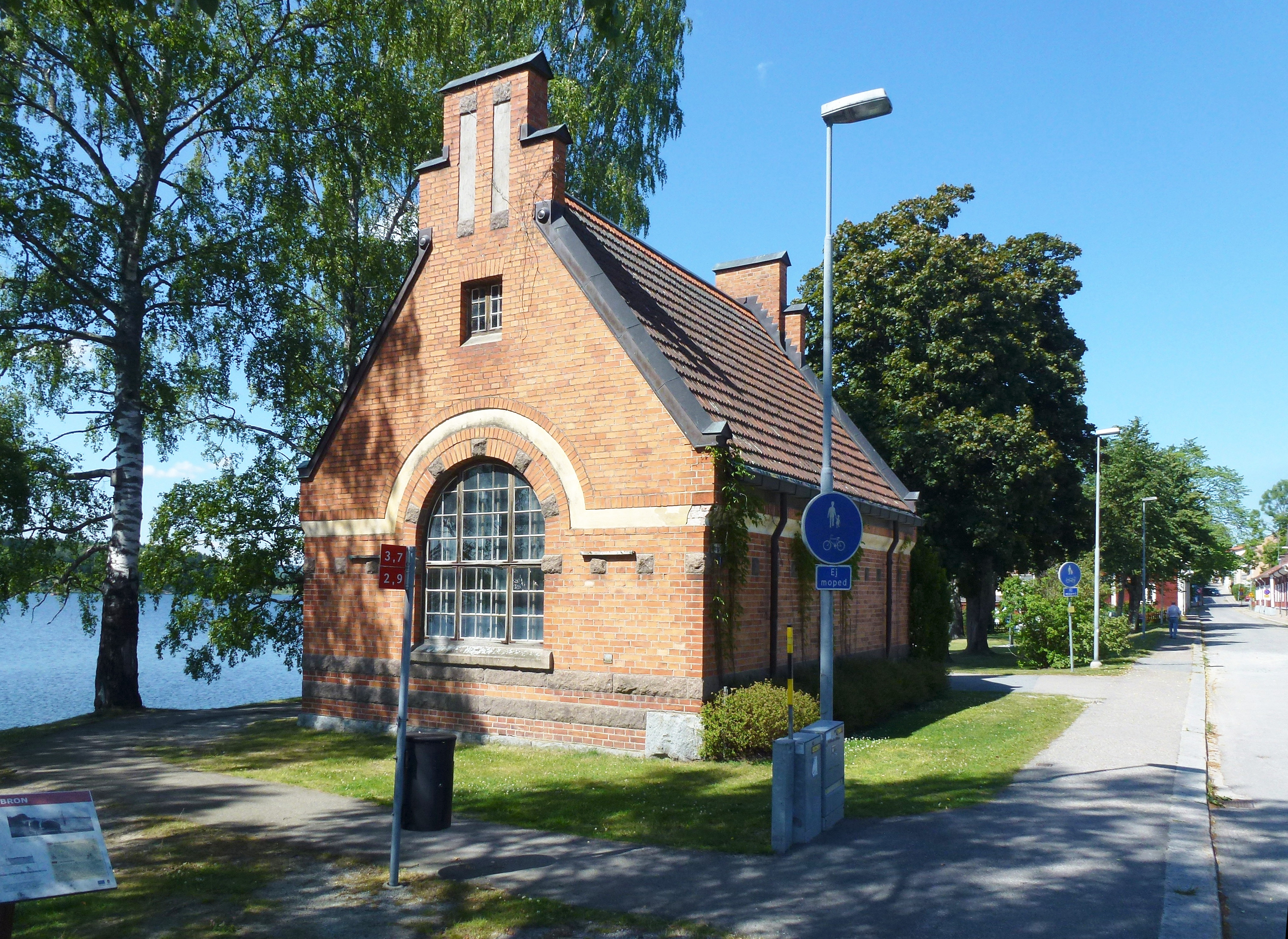
Gamla pumphuset
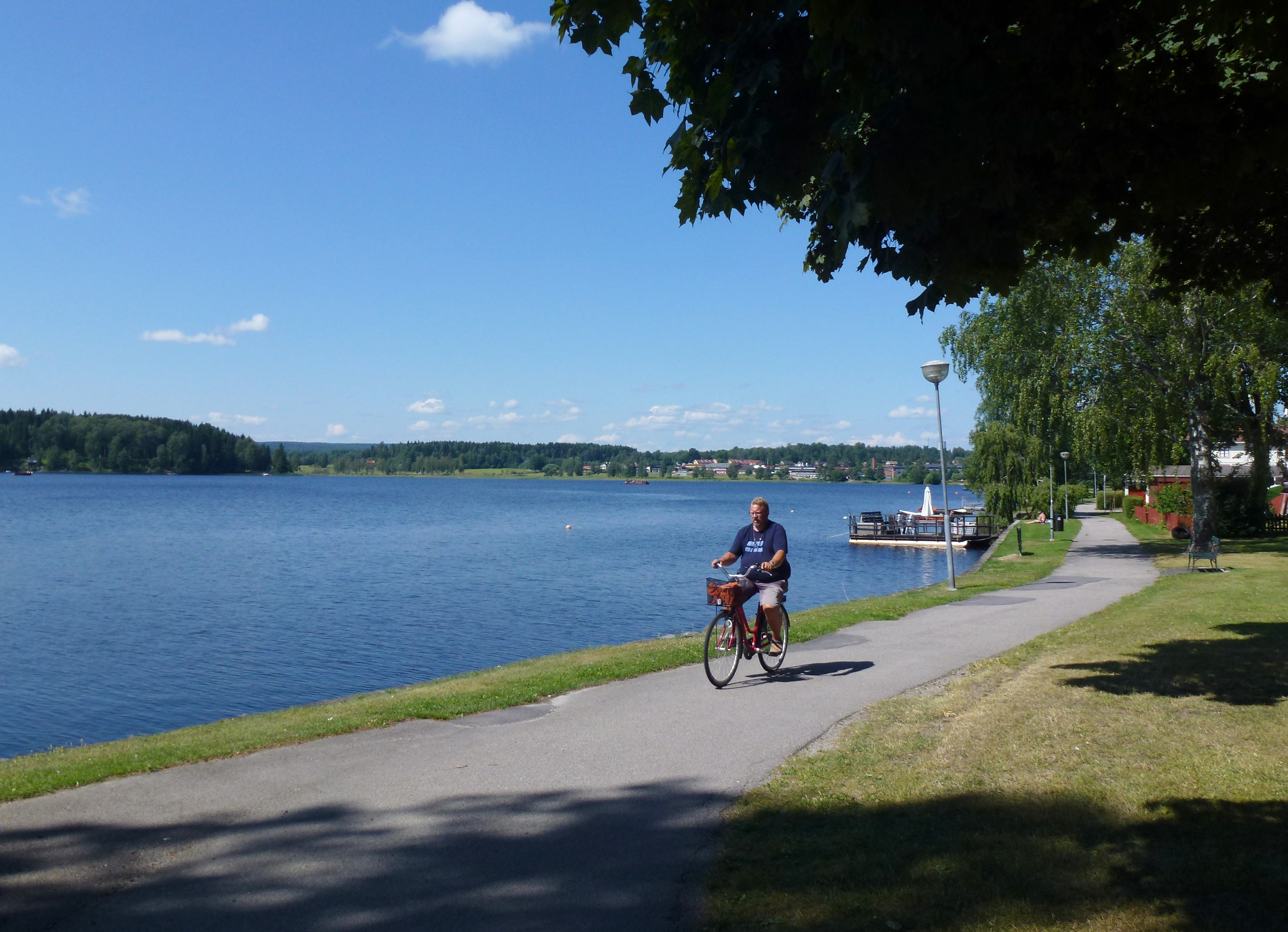
Strandpromenaden
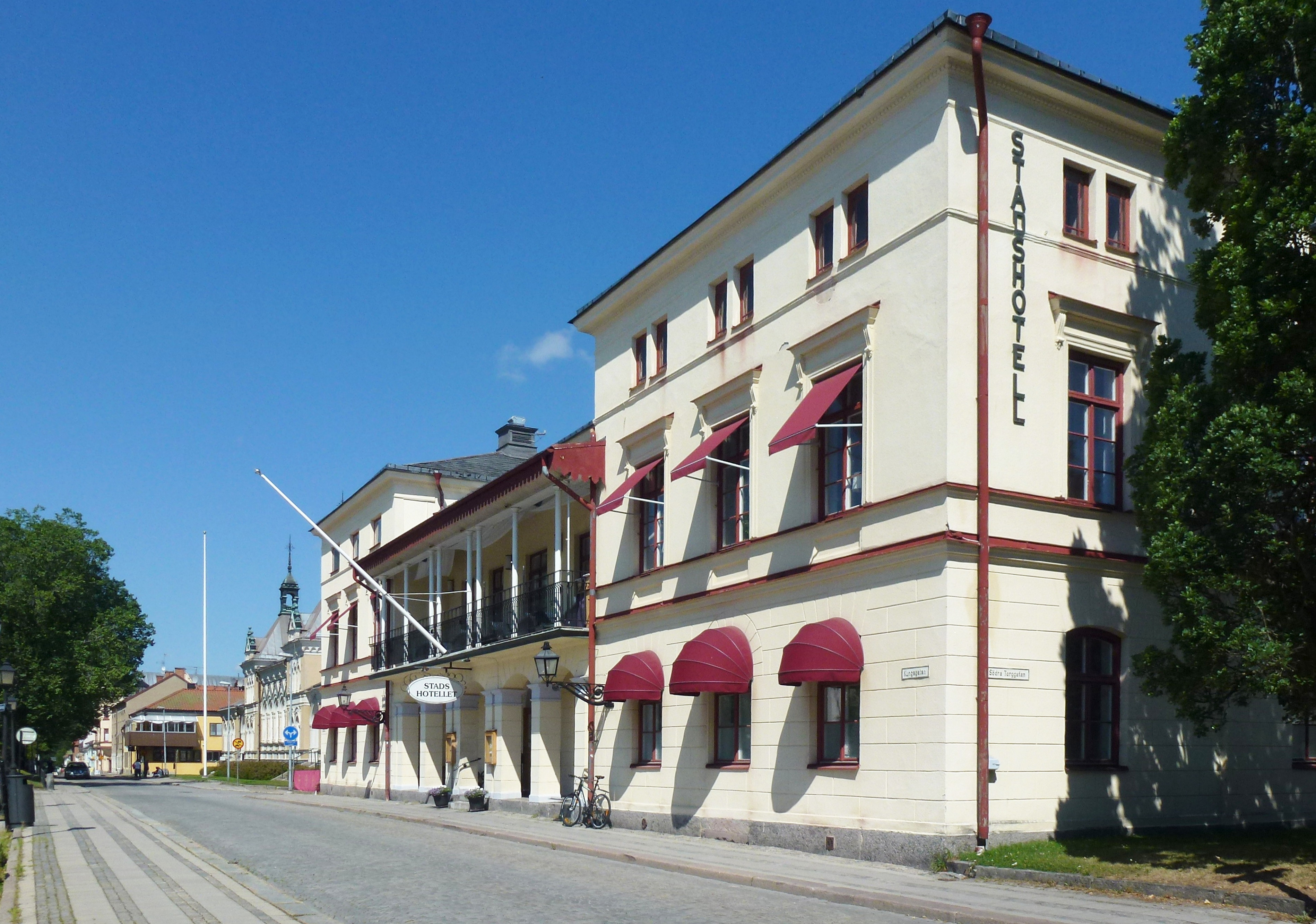
Stadshotellet
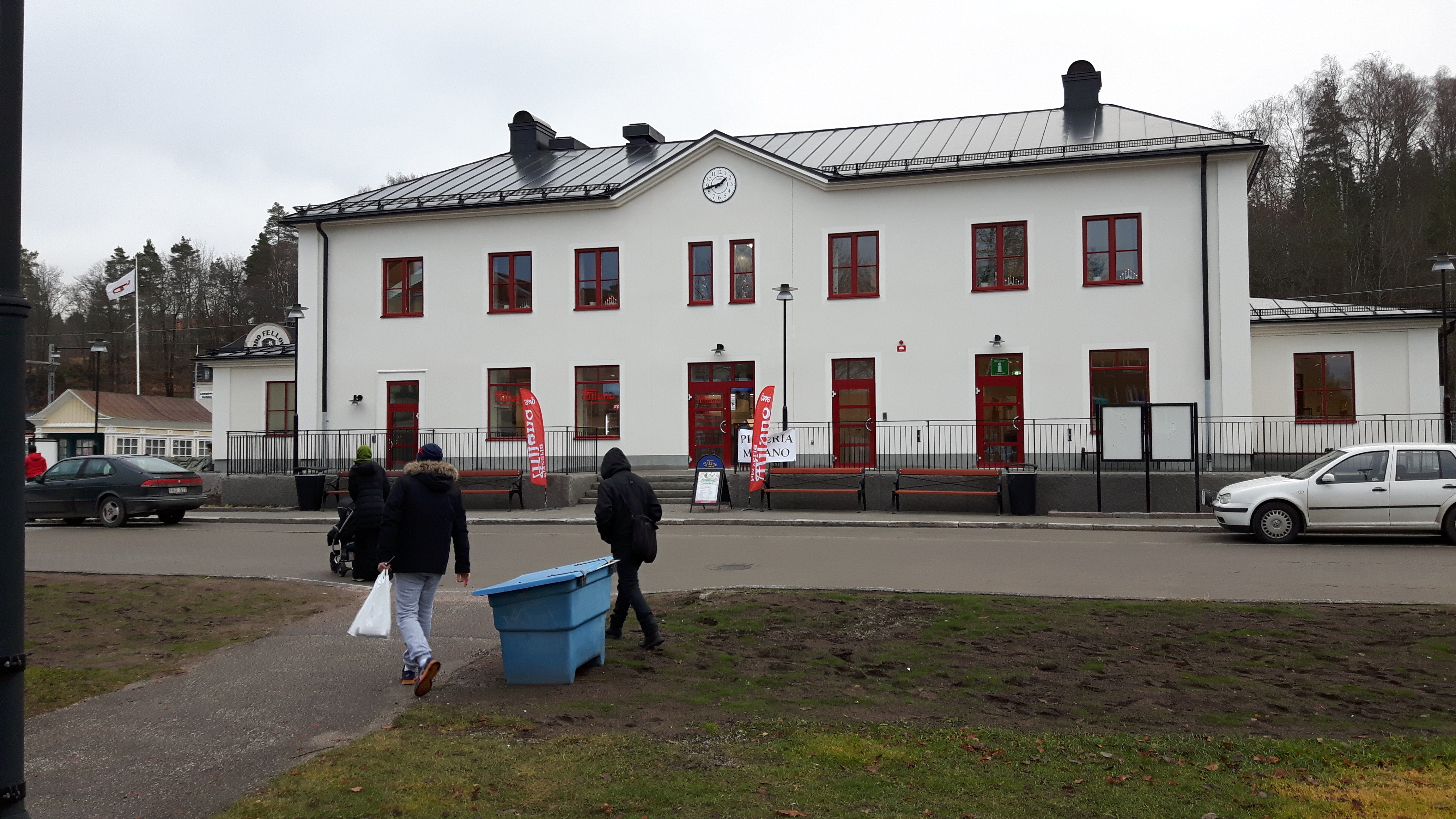
Lindesbergs station, (eller Lindesbergs resecenter,) efter ombyggnad 2016.
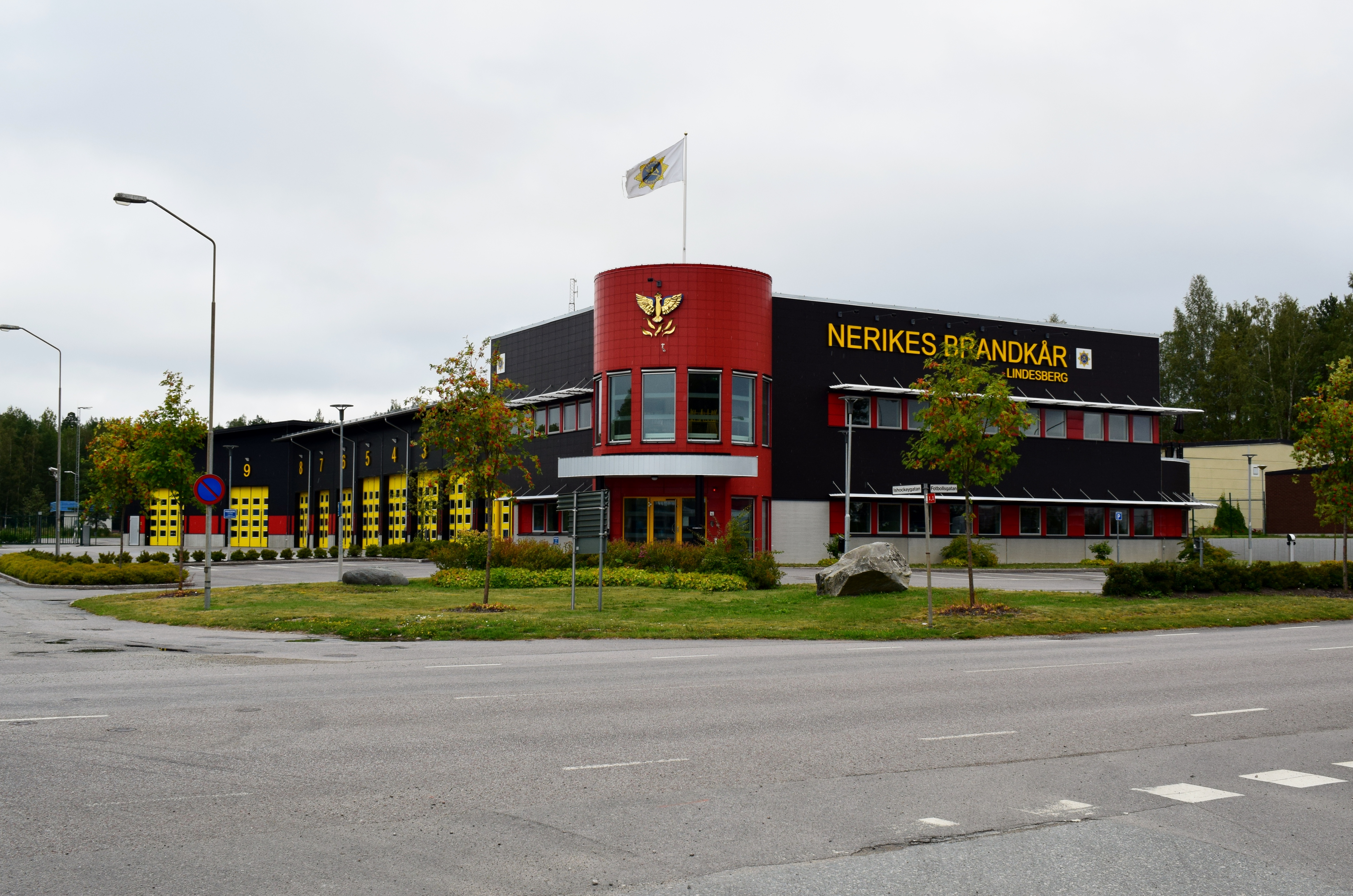
Brandstationen

## Konstnärlig utsmyckning

### Leda och Svanen
Mitt på Rådhustorget står fontänskulpturen Leda och Svanen, som är en skapelse av skulptören Adolf Jonsson.  Motivet bygger på en grekisk mytologi som berättar om Leda som förfördes av Zeus i gestalt av en svan. Leda födde (ur två ägg) två par enäggstvillingar. Ur det ena ägget kläcktes Helena och Polydeukes (Pollux), ur det andra Klytamnestra och Kastor (Castor). Eftersom Pollux och Castor är sjöfartens beskyddare placerade konstnären båda på var sitt havsdjur, en sköldpadda (för Pollux) respektive en delfin (för Castor). ”Leda och Svanen” donerades Lindesbergs stad i december 1934 av Ida Söderqvist-Telland (dåvarande ägare av Tellandska gården).

### Väggmålningar
Inom ramen för ”Paint the City” utfördes i juni 2014 fem monumentala väggmålningar i Lindesberg. Enligt Lindesbergs Turistbyrå har muralmålningarna väckt stort intresse. De målningar som nu finns på några av Lindesbergs fasader är resultatet av en tävling och en omröstning bland allmänheten. 
Den största målningen finns på fasaderna av parkeringshuset vid Lindesbergs station och utfördes av åtta konstnärer (artistnamn:  Tim Timmey, Leon, Future Funk, Elina Metso, Rolf Carl Werner, Buso, Johannes Lindgren och Ligisd). De flesta av konstnärerna i projektet har sin bakgrund inom graffitin och samtliga målningar är utförda med sprayburk.

### Bilder, konstnärlig utsmyckning

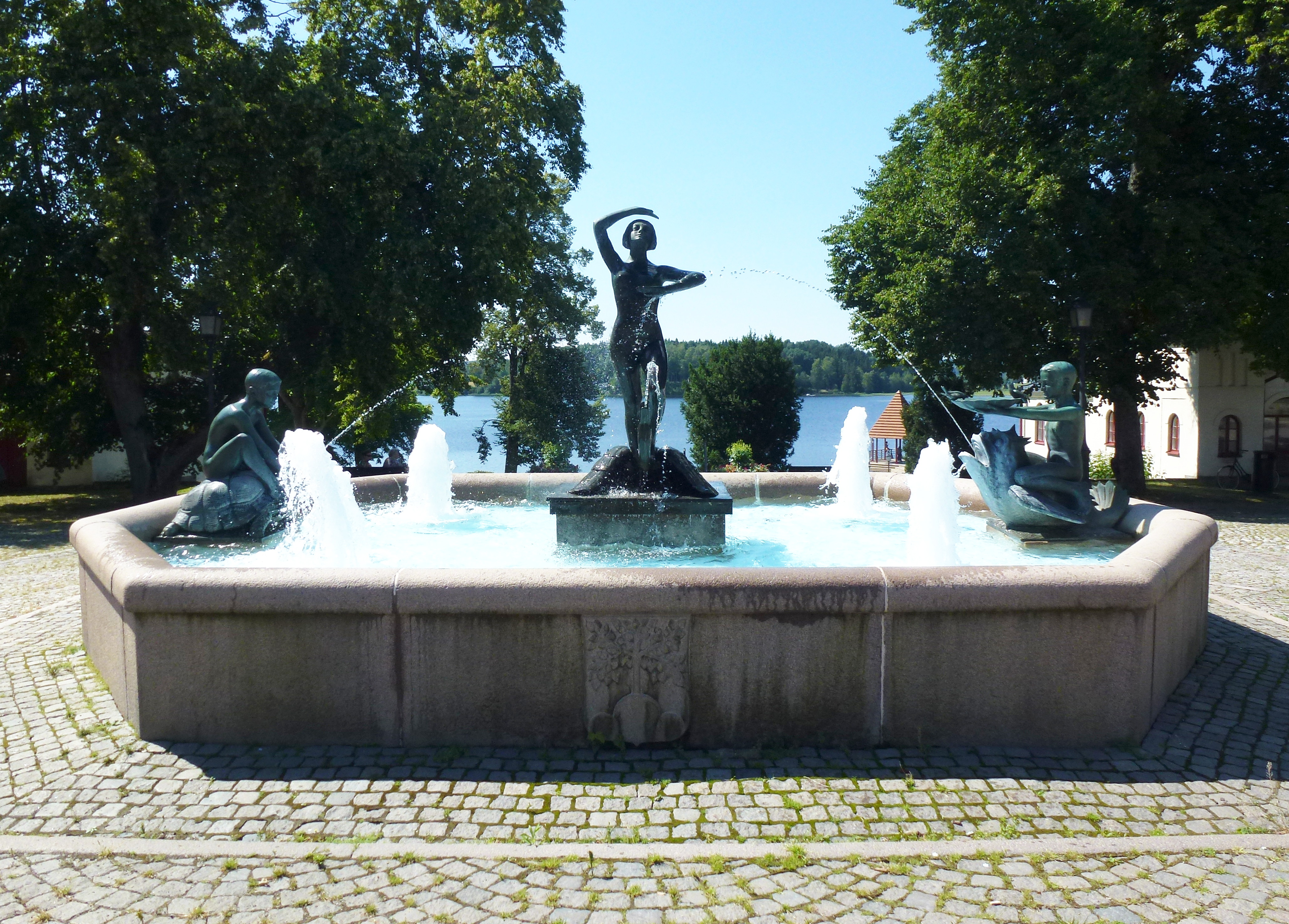
Leda och Svanen, Adolf Jonsson ,brons, 1934
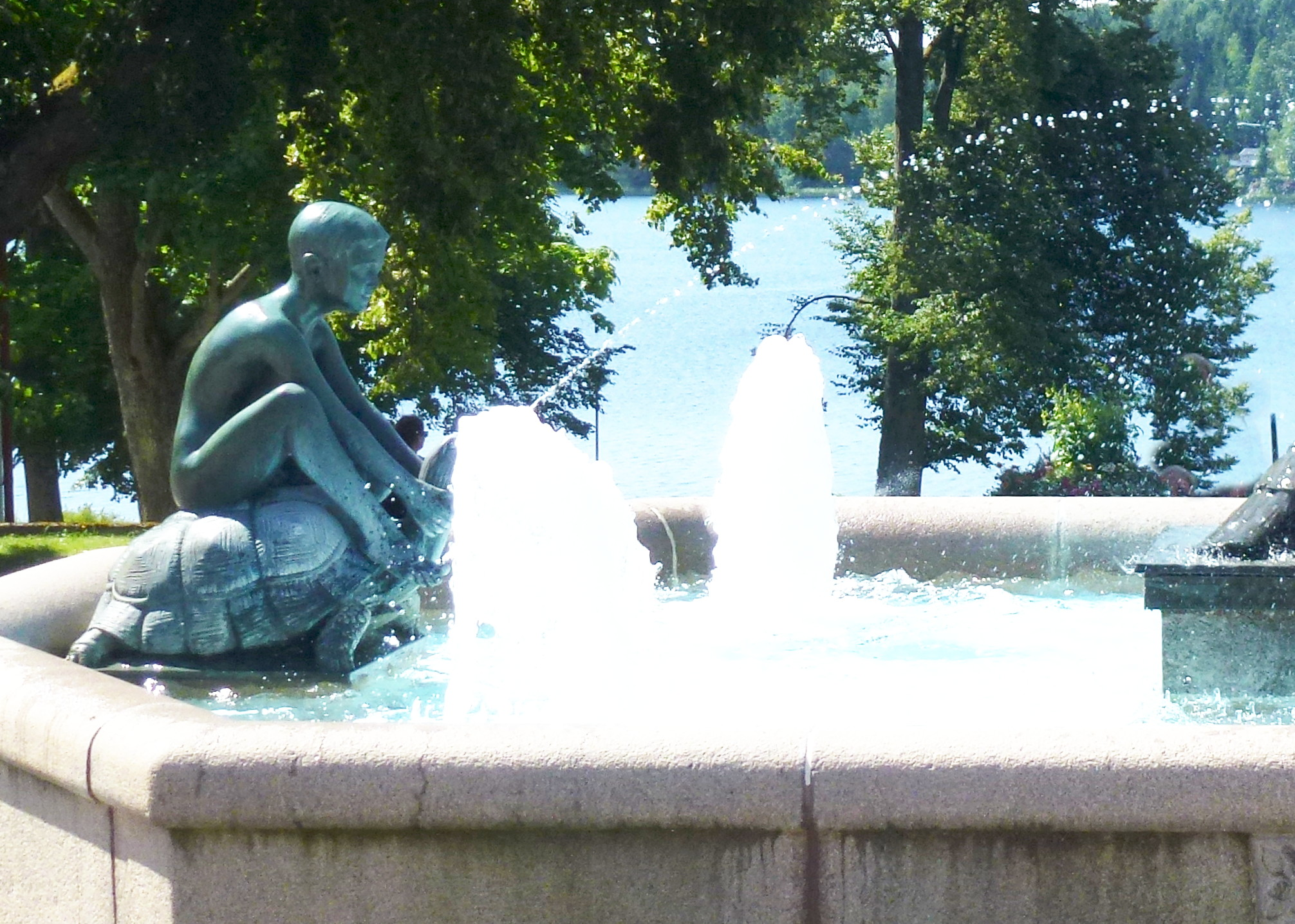
Detalj, "Pollux" på sköldpaddan
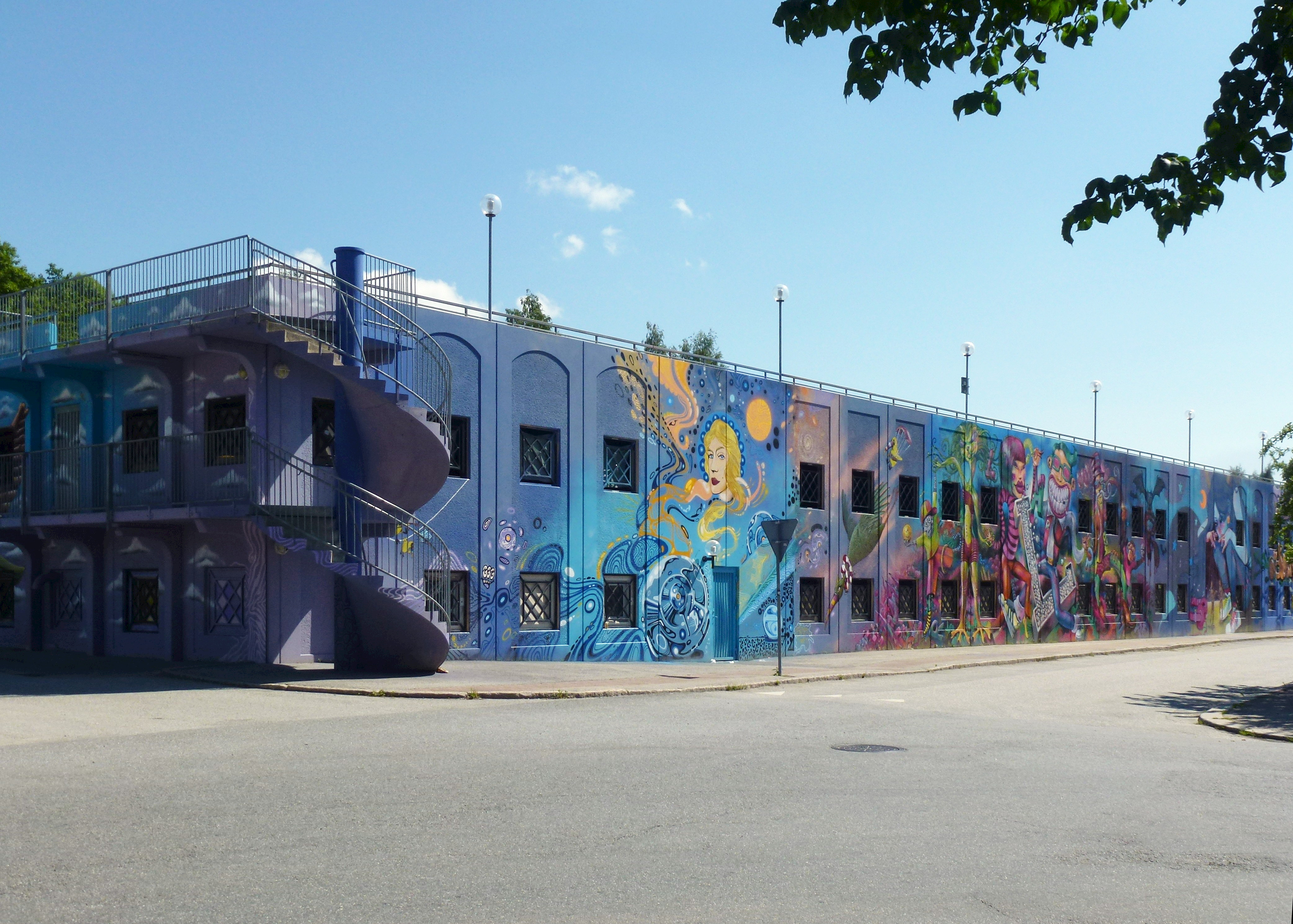
"Paint the City" på p-huset
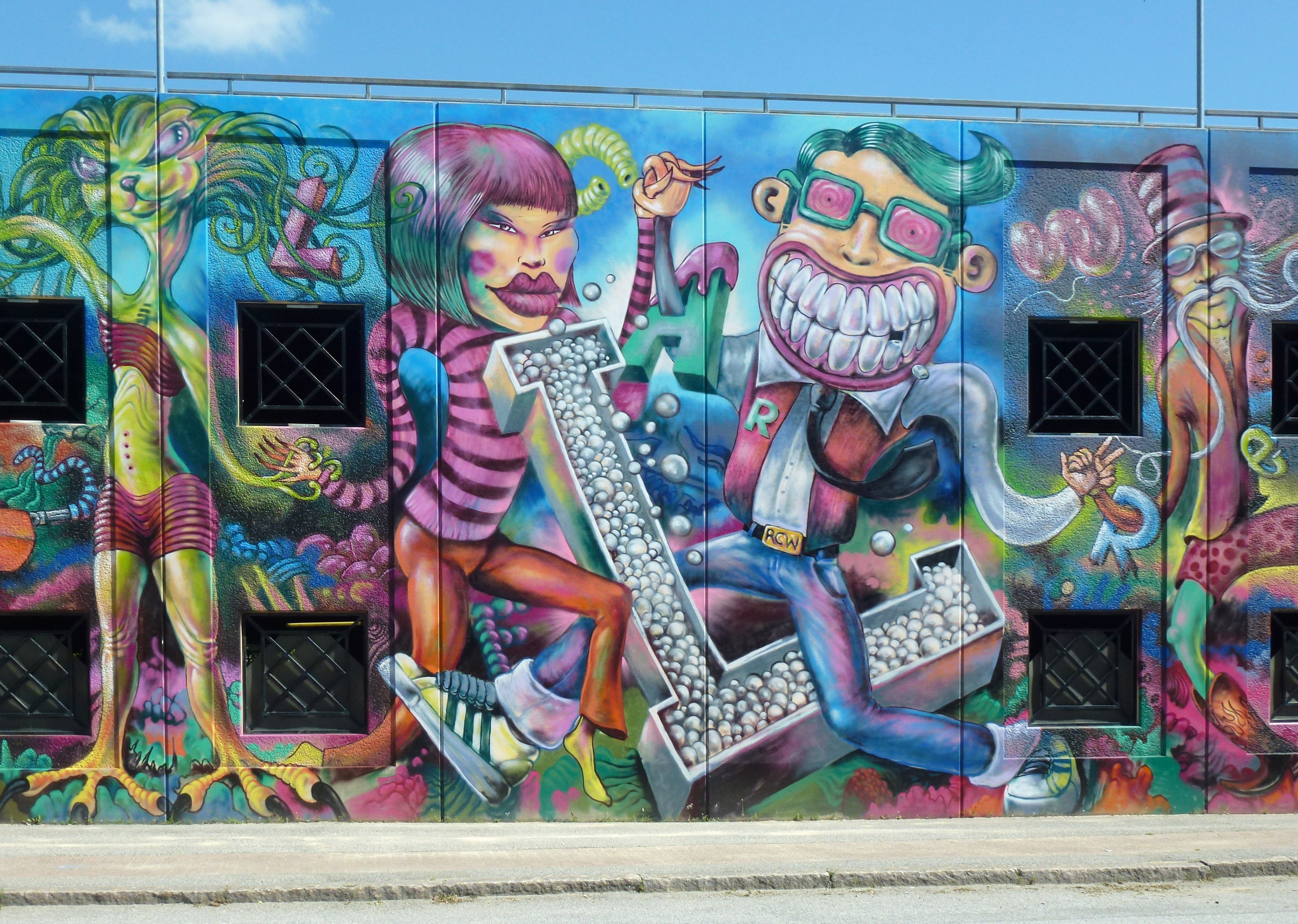
"Paint the City" detalj

## Näringsliv

### Bankväsende
Lindesbergs sparbank grundades 1859 och uppgick 1967 i Bergslagens sparbank.
Örebro enskilda bank öppnade ett avdelningskontor i Lindesberg på 1860-talet. År 1896 tillkom Lindesbergs bankaktiebolag. Denna bank bytte efter utvidgning år 1905 namn till Bergslagsbanken och köptes år 1915 av Mälareprovinsernas bank. Även den år 1917 grundade Örebro läns bank hade kontor i Lindesberg. Mälareprovinsernas bank övertogs av Handelsbanken och Örebro läns bank övertogs av Göteborgs bank, som jämte sparbanken hade kontor i Lindesberg under resten av 1900-talet.
Nordea lade ner kontoret i Lindesberg den 10 juni 2016. Därefter fanns Handelsbanken och Bergslagens sparbank kvar på orten.

## Skolor
I Lindesberg finns en gymnasieskola Lindeskolan. Skolan, som togs i bruk 1966, är belägen i anslutning till Lindesberg Arena som byggdes 2010. Lindesberg Arena inrymmer skolans idrottslokaler. Bredvid låg- och mellanstadieskolan Brotorpsskolan öppnades 2021 högstadieskolan Lindbackaskolan.

## Evenemang
- Lindemarken – en årlig marknad.
- Vårmönstring och Linde Open är två motorevenemang som arrangeras av Swedish Hot Rod Association SHRA Lindesberg.
- Augustibuller – en musikfestival som arrangerades mellan 1996 och 2007.

## Personer med anknytning till Lindesberg
Se: Personer från Lindesberg